# Miami Open 2025
Miami Open 2025 — тенісний турнір, що проходив на кортах з твердим покриттям у місті Маямі-Гарденс (США) з 17 по 30 березня. Належав до категорій ATP 1000 та WTA 1000.

## Фінальна частина

### Чоловіки, одиночний розряд
Якуб Меншик —  Новак Джокович 7–6(7–4), 7–6(7–4)

### Жінки, одиночний розряд
Аріна Соболенко —  Джессіка Пегула 7–5, 6–2

### Чоловіки, парний розряд
Марсело Аревало /  Мате Павич —  Джуліан Кеш /  Ллойд Ґласспул 7–6(7–3), 6–3

### Жінки, парний розряд
Мірра Андрєєва /   Діана Шнайдер —  Крістіна Букша /  Като Мію 6–3, 6–7(5–7), [10–2]